# Stanley Tigerman

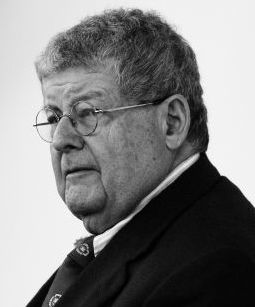
Stanley Tigerman (2007)

Stanley Tigerman (* 20. September 1930 in Chicago, Illinois; † 3. Juni 2019 ebenda) war ein US-amerikanischer Architekt, Designer, Architekturtheoretiker und Essayist.

## Leben
Tigerman studierte am Massachusetts Institute of Technology (MIT), am Chicago Institute of Design  (New Bauhaus) der University of Illinois und an der Yale University. Nach einigen Jahren bei der US-Navy arbeitete er als Zeichner und Designer in verschiedenen Architekturbüros. Seit 1964 hatte er in Chicago sein eigenes Büro mit dem Namen Stanley Tigerman and Associates Ltd., heute Tigerman McCurry Architects. Tigerman lehrte an mehreren US-amerikanischen Universitäten, vor allem an der University of Illinois at Chicago. 1997 wurde ihm die Ehrenmitgliedschaft des Bundes Deutscher Architekten (BDA) verliehen. Tigermans IBA-Projekt in Berlin ist Teil eines denkmalgeschützten Ensembles.
Tigerman starb im Juni 2019 im Alter von 88 Jahren in Chicago an den Folgen einer Lungenerkrankung.

## Archeworks

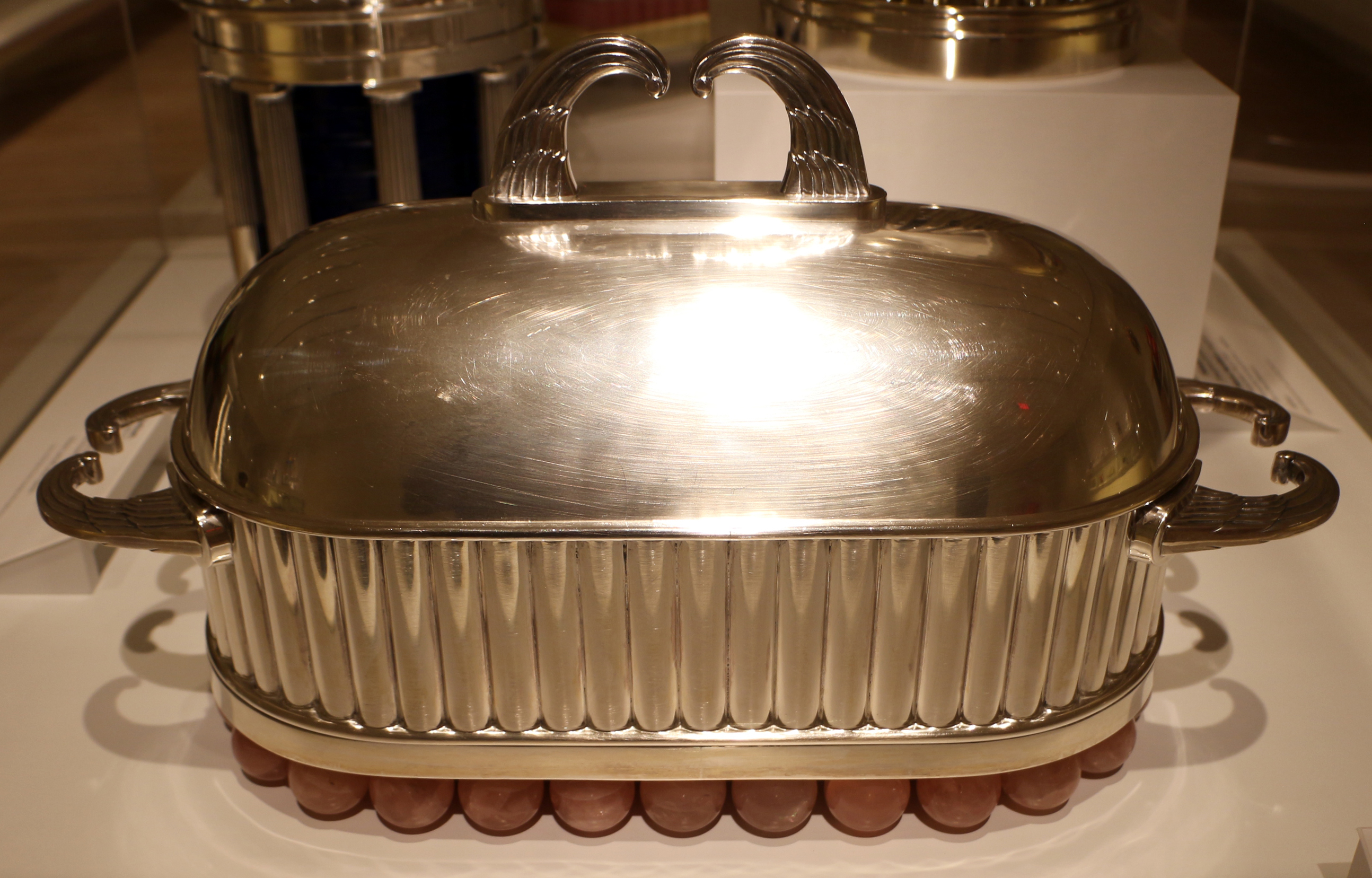
Tureen, 1990

Im Jahre 1984 gründete Tigerman zusammen mit der Designerin Eva L. Maddox die Designschule Archeworks, in der Studenten in Teams mit Non-Profit-Partnern Designlösungen für soziale und ökologische Zwecke entwickeln. Die selbst als Non-Profit-Organisation geführte Designschule wird durch Stiftungen, Unternehmen, Studiengebühren und Spenden finanziert.

## Arbeiten (Auswahl)

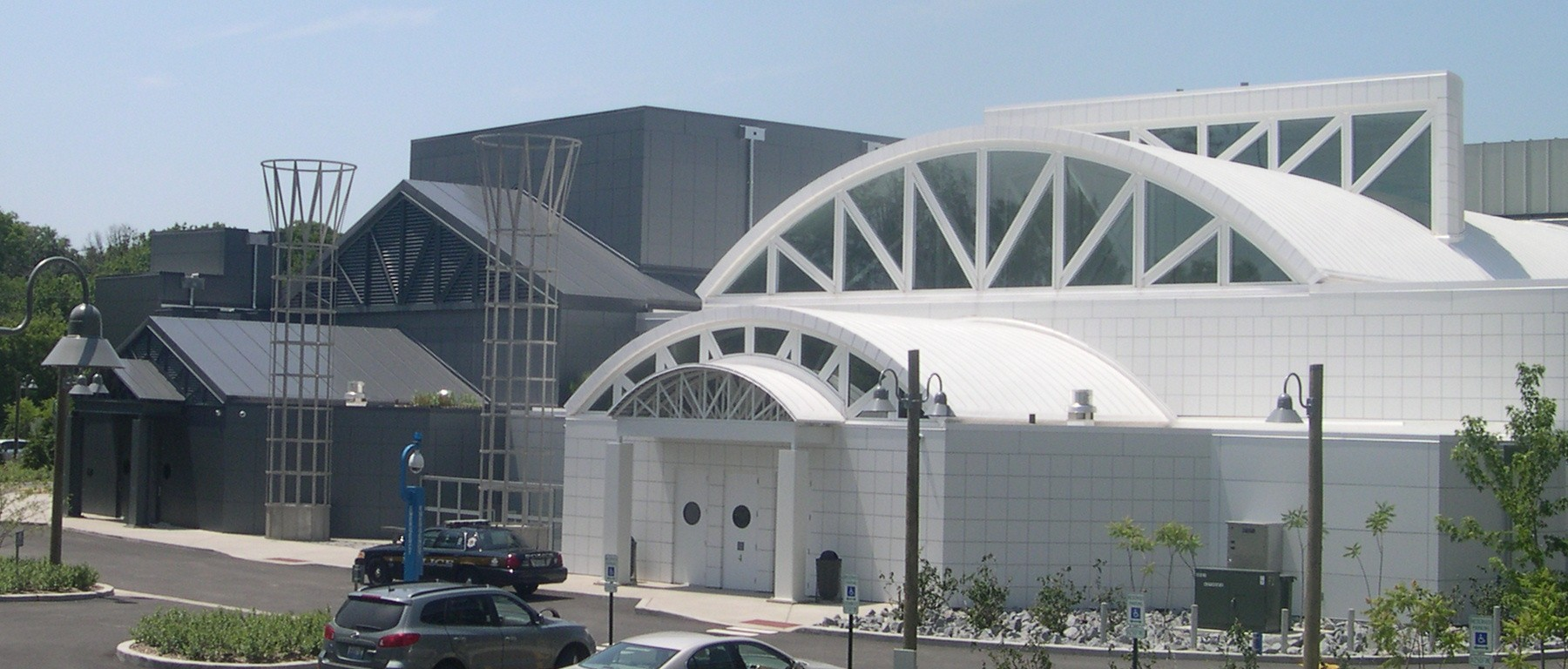
Illinois Holocaust Museum and Education Center (2009)

Tigermans insgesamt fast 400 alle Bereiche der Architektur umfassenden Projekte wurden in mehr als 175 Fällen in verschiedenen Ländern ausgeführt:
öffentliche Bauten:
- Bangladesch: Fünf Polytechnische Institute
- Chicago: Regionalbibliothek für Blinde und körperlich Behinderte für Illinois
- Zion, Illinois: Powerhouse Energy Museum
- Skokie, Illinois: Illinois Holocaust Museum and Education Center

Wohngebäude: in den USA, Japan und Deutschland
- Hot Dog House: Chicago, Illinois, 1975–1976
- Haus Daisy: Porter, Indiana, 1976 bis 1978
- Haus Richard Marion: Lisle, Illinois, 1979
- Villa Proeh: Highland Park, Illinois 1979–1981
- Berlin im Rahmen der Internationalen Bauausstellung 1984, Bebauung Tegeler Hafen, Haus 16C, 1985 bis 1988
- Appartementhaus mit 16 Wohnungen in 6 Etagen: Fukuoka, Kyushu, Japan

Ausstellungsräume: in den USA, Portugal und Puerto Rico
- Showroom Knoll Int., Houston, Texas, 1983
- Hard Rock Cafe, 1985[4]

Mit Stadtplanung war er zum Beispiel beim Chicago Central Area Plan, bei der Chicago World’s Fair 1992 und bei dem Nutzungsplan für hochverdichtete, gemischte Nutzung in den Londoner Stadtteilen King’s Cross und St Pancras beteiligt.
Auf dem Gebiet des Design hat Tigerman zum Teil in Zusammenarbeit mit Margaret McCurry unter anderem Folgendes geschaffen:
- für den Hersteller Formica: Double easy-chair. 1983
- für den Hersteller Alessi: T&CP, fünfteiliges Kaffee- und Teeservice aus Sterlingsilber, 1983
- für den Hersteller Swid Powell: Sunshine-Motiv, z. B. Teller Durchmesser 30,8 cm, 1985

## Veröffentlichungen
- Mildred S. Friedman (Hrsg.): Stanley Tigerman. Beyond Scale. Two Projects for the Physically Handicapped. Walker Art Center, Minneapolis (Minnesota, USA) 1978.
- Stanley Tigerman (Hrsg.): Late Entries to the Chicago Tribune Tower Competition. Rizzoli, New York City 1980. (Ausstellungskatalog)
- Versus. An American Architect’s Alternatives. Rizzoli, New York City 1982, ISBN 0-8478-0433-X.
- Volker Fischer, Stanley Tigerman (Illustrator): Stanley Tigerman, Architoons. Die autobiographischen Popveduten eines amerikanischen Architekten. (Ausstellungskatalog des Deutschen Architekturmuseums in Frankfurt am Main) Ernst & Sohn, Berlin 1988, ISBN 3-433-02278-X.
- Stanley Tigerman: The Architecture of Exile. Rizzoli, New York City 1988, ISBN 0-8478-0902-1.
- Sarah Mollmann Underhill: Stanley Tigerman. Buildings and Projects 1966–1989. Rizzoli, New York City 1990, ISBN 0-8478-1128-X.
- Stanley Tigerman (Hrsg.): Der postmoderne Salon. Architekten über Architekten. Jaquelin Robertson. Birkhäuser, Basel / Berlin / Boston 1991, ISBN 3-7643-2486-4.
- Stanley Tigerman: Designing Bridges to Burn. Architectural Memoirs by Stanley Tigerman. Oro Editions, Novato 2011, ISBN 978-1-935935070.